# Hydrothelphusinae
De Hydrothelphusinae zijn een onderfamilie van krabben (Brachyura) uit de familie Potamonautidae.

## Geslachten
De Hydrothelphusinae omvatten de volgende geslachten:
- Afrithelphusa Bott, 1969b
- Boreathelphusa Cumberlidge, 2010
- Glabrithelphusa Meyer, Cumberlidge & Koppin, 2014
- Globonautes Bott, 1959
- Hydrothelphusa A. Milne-Edwards, 1872
- Louisea Cumberlidge, 1994
- Madagapotamon Bott, 1965
- Malagasya Cumberlidge & von Sternberg, 2002
- Marojejy Cumberlidge, Boyko & Harvey, 2002
- Skelosophusa Ng & Takeda, 1994